# Ишува
Исува или Ишува (арм. Ծոփք, греч. Σοφηνή, Цопк или Софена у урартов Цупа; в ранневизантийскую эпоху известна также как «Четвёртая Армения») — хеттское наименование протоармянского  (вариант: хаттского, хеттского, хурритского, урартского или иного этнически - см. ниже в тексте статьи, в главе "Население") царства (или группы царств), находившегося к востоку от раннехетского государства. Название сохранилось и после завоевания хеттами. Впоследствии историческая область Армении Цопк или Софена.

## Территория
Ишува занимала территорию, примерно совпадавшую с границами современной турецкой провинции Элязыг, на территории буферной между Хеттским и Митаннийским царствами ("THE ROUTLEDGE HANDBOOK OF THE PEOPLES AND PLACES OF ANCIENT WESTERN ASIA", Trevor Bryce, Routledge 2009, статьи "Erganı Maden", "Korucutepe"), в Южной Месопотамии, на юг от реки Арсаниас (ныне Мурад-су), на восток от Евфрата (возможно, простираясь вплоть до верховий Тигра) ("THE ROUTLEDGE HANDBOOK OF THE PEOPLES AND PLACES OF ANCIENT WESTERN ASIA", Trevor Bryce, Routledge 2009, статья "Isuwa (Ishua)"). Долина Евфрата здесь окружена горным массивом. Местами в этом регионе имелись благоприятные климатические условия благодаря изобилию воды, ключевой и дождевой. Ирригация полей была возможна без необходимости сооружения сложных каналов. Долина реки была подходящим местом для интенсивного сельского хозяйства, а в более высокогорных регионах процветало животноводство. В горах имелись богатые залежи меди, которые разрабатывались уже в древности.

## Население
В Ишуве отсутствовала письменность, и до настоящего времени язык местного населения до прихода лувийцев неизвестен. Выдвигались следующие гипотезы об этническом составе Ишувы:
- народ, родственный хеттам по языку (анатолийской группы) — гипотеза наименее вероятна ввиду явных отличий материальной культуры Ишувы от хетто-лувийской
- иной индоевропейский народ
- хурриты (напр. "THE ROUTLEDGE HANDBOOK OF THE PEOPLES AND PLACES OF ANCIENT WESTERN ASIA", Trevor Bryce, Routledge 2009, статья "Korucutepe", где об этом говорит гипотеза излагаемая Барни (Burney)), урарты или родственный народ (хурриты и урарты соседствовали с Ишувой на востоке)
- хатты или родственный народ (хатты населяли в дохеттский период центральную часть Анатолии)
- иной неиндоевропейский народ.

## История

### Дохеттский период
Сельское хозяйство возникло в этой местности ещё в эпоху неолита. Здесь существовала халафоподобная культура. Около 3000 года до н. э. в верховьях долины Евфрата возникают городские центры. Вслед за ними в 3-м тысячелетии до н. э. возникают первые государства.
Название Ишува впервые встречается в хеттских текстах 2-го тысячелетия до н. э. На территории Ишувы обнаружено лишь несколько письменных памятников, основной массив информации о ней известен из хеттских текстов.

### Хеттский период
К западу от Ишувы располагалось враждебное ей государство хеттов. Хеттский царь Хаттусили I (около 1600 года до н. э.), согласно письменным памятникам, перешёл со своей армией через Евфрат и разрушил города Ишувы. Этим сообщениям соответствуют археологические слои со следами пожаров.
Впервые царство Ишува упоминается во времена хеттского царя Тудхалии I/II, в нач. XIV в. до н. э. Хеттский царь Суппилулиума I в своей надписи сообщает, что во времена его отца, Тудхалии II (около 1400 года до н. э.) страна Ишува стала враждебной хеттам при подстрекательстве южного соседа, царства Митанни, которое пыталось сформировать антихеттскую коалицию. Тудхалия разгромил мятеж и восстановил контроль хеттов над Ишувой, хотя некоторому числу мятежников удалось бежать в Митанни и найти там для себя убежище. Затем хурритские войска вторглись в Ишуву и разорили её. В конце концов Тудхалие удалось восстановить контроль над Ишувой. Однако эта страна в дальнейшем оставалась одной из самых неспокойных территорий, подчинённых хеттам, сильно склоняясь к Митанни. Около 1360 г. до н. э., при хеттском царе Тудхалие III, Ишува приняла участие во вторжении в страну хеттов, которое едва не положило конец Хеттскому царству ("THE ROUTLEDGE HANDBOOK OF THE PEOPLES AND PLACES OF ANCIENT WESTERN ASIA", Trevor Bryce, Routledge 2009, статья "Isuwa (Ishua)"). Согласно фрагментарному хеттскому письму, царь Митанни по имени Шауштатар начал войну против хеттского царя Арнуванды I при поддержке Ишувы. Эта вражда продолжалась до царствования Суппилулиумы, который около 1350 года до н. э. перешёл через Евфрат и вторгся в Ишуву со своими войсками. Суппилулиума I вторгся в Ишуву, чтобы попытаться восстановить контроль над ней, но он,, возможно, потерпел поражение от митаннийского царя Тушратты, который прибыл на помощь Ишуве. Это стало одной из прелюдий одногодичной Сирийской войны между хеттами и Митанни около 1344 г. до н. э., в ходе которой Суппилулиума I покорил Ишуву ("THE ROUTLEDGE HANDBOOK OF THE PEOPLES AND PLACES OF ANCIENT WESTERN ASIA", Trevor Bryce, Routledge 2009, статья "Isuwa (Ishua)"). Согласно документу Суппилулиумы, он включил Ишуву в своё царство. После этого Ишува, возможно, контролировалась конфедерацией племён, но впоследствии в этой стране установилась монархия. Представляется, что Ишува в это время оставалась близким союзником Хеттской империи ("THE ROUTLEDGE HANDBOOK OF THE PEOPLES AND PLACES OF ANCIENT WESTERN ASIA", Trevor Bryce, Routledge 2009, статья "Isuwa (Ishua)"). Ишува продолжала существовать под управлением вассальных хеттам царей. Из документов известны имена лишь немногих царей Ишувы: один, по имени Эхли-Шаррума, упоминается в хеттском письме XIII века до н. э., и ещё один, по имени Ари-Шаррума, упоминается на глиняной печати, найденной в Коруджутепе (Korucutepe). При хеттском царе Хаттусили III (правил в 1267–1237 гг. до н. э.) связи Хеттской империи и Ишувы консолидировались ещё более через брак хеттской царевны Килусепы с царём Ишувы.

### Позднехеттский период
После краха Хеттской империи в начале XII века до н. э. на территории Ишувы возникает новое государство. Тиглат-паласар I (правил в 1114–1076 гг. до н. э.) сообщает о том, что он захватил город Enzatu в стране Ишува (которая в этом тексте именуется Ишуа (Ishua)) ("THE ROUTLEDGE HANDBOOK OF THE PEOPLES AND PLACES OF ANCIENT WESTERN ASIA", Trevor Bryce, Routledge 2009, статьи "Isuwa (Ishua)" и "Enzite (Enzatu, Enzi)").
Город Мелид стал центром другого неохеттского царства Мелид-Камману, лувийского по языку, в составе сиро-хеттских государств. На западе от Ишувы хеттов сменили мигрировавшие на их территорию фригийцы и мушки, а на востоке возникло царство Урарту. Наиболее важным соседом была Ассирия на юге, которая в конце концов превратила Камману (одной из территорий Мелидского царства ("THE ROUTLEDGE HANDBOOK OF THE PEOPLES AND PLACES OF ANCIENT WESTERN ASIA", Trevor Bryce, Routledge 2009, статья "Arslantepe")) в своего данника, что довольно быстро привело к упадку Мелидского царства.
Ассирийский царь Салманассар III утверждал, что он в третий год своего царствования (856 г. до н. э.) во время своего вторжения в Урартское царство покорил всю страну Enzite, а в 844 г. до н. э. он вновь разорил этй страну. В 736-735 гг. до н. э. Enzite одна из "крепостей Урарту", стран, которые были захвачены и присоединены к Ассирии царём Тиглат-паласаром III ("THE ROUTLEDGE HANDBOOK OF THE PEOPLES AND PLACES OF ANCIENT WESTERN ASIA", Trevor Bryce, Routledge 2009, статьи "Isuwa (Ishua)" и "Enzite (Enzatu, Enzi)").
Страна Армэ впервые упоминается в ассирийских источниках в XII в. до н. э. ( https://en.wikipedia.org/wiki/Urumeans ) ассирийским царём Тиглат-паласаром I (который правил в 1114–1076 гг. до н. э.), описывающим 4-тысячное войско касков и урумейцев как "непокорные войска хатти", захватившие города стран Шубарту, Alzu и Purulumzu, но с приближением его армии они сдались без боя ("THE ROUTLEDGE HANDBOOK OF THE PEOPLES AND PLACES OF ANCIENT WESTERN ASIA", Trevor Bryce, Routledge 2009, статья "Urumu"; https://en.wikipedia.org/wiki/Urumeans ). Страна Армэ (то же самое, что Урму, Урме - см. напр. И. М. Дьяконов, "Предыстория армянского народа", стр. 161; взаимозаменяемость названий Урму и Арме усматривают в ассирийских надписях начала I тыс. до н. э., где встречаются оба этих названия, которые современными учёными принято отождествлять - например речь идёт о следующих надписях  (УКН, № 41с, 156 DI + DII): http://annales.info/urartu/ukn/155.htm ) входила (И. М. Дьяконов, "Предыстория армянского народа", стр. 161) в территориальный союз, в который также входили «царство» мушков, страны Ишува, Шубрия, Алше, Пурулумци и много других «стран». Предположительно, этому союзу удалось объединить все мелкие страны и народы Армянского нагорья в одну политическую единицу. При царе Ашшурнасирпале II (правил в 883–859 гг. до н. э.) сообщается о покорении ассирийцами страны Уруму и получением с этой страны ассирийским царём дани ("THE ROUTLEDGE HANDBOOK OF THE PEOPLES AND PLACES OF ANCIENT WESTERN ASIA", Trevor Bryce, Routledge 2009, статья "Urumu"). Союз, в который некогда входила страна Армэ, получил возможность использовать период бессилия Урарту и захватить его политическое наследие.  Слияние двух народов урумейцев и мушков было очень важным фактором; оно скорее всего привело к созданию на урарто-хурритском субстрате господствующего языка, на юге Урарту; это был будущий армянский язык.

## Археология
В настоящее время территория Ишувы практически исчезла под водой в результате сооружения нескольких дамб на реке Евфрат. Начатый по инициативе турецкого правительства Юго-восточный анатолийский проект, начавшийся в 1960-е годы, привёл к сооружению дамб в Кебане и Каракае, а также плотины Ататюрка, которые полностью затопили долину после их завершения в 1970-е годы. Четвёртая дамба, Биречик, была сооружена южнее в 2000 году и затопила остатки долины Евфрата в Турции.

### Раскопки
По поручению президента проекта по сооружению дамб, Кемаля Курдаша, начались широкомасштабные археологические раскопки с целью спасения возможных артефактов. Команду турецких, американских и нидерландских археологов возглавил Мауриц ван Лоон. При раскопках обнаружены поселения со времён палеолита и до средних веков. При раскопках городищ Икизтепе, Коруджунтепе, Норшунтепе и Пулур в окрестностях реки Мурат, восточного притока Евфрата, были обнаружены крупные поселения бронзового века, датируемые 4-м-2-м тысячелетиями до н. э. Вероятно, именно в этих местах находился административный центр царства Ишува, что соответствует хеттским сообщениям о пересечении Ефврата, необходимом для достижении страны.
К счастью, затопление не затронуло важное археологическое городище Арслантепе близ современного города Малатья. В настоящее время группа итальянских археологов во главе с Марчеллой Франджипане раскапывает это городище и прилегающие территории. Город Мелид, находившийся на месте Арслантепе, существовал до римского времени и был столицей одного из позднехеттских царств.

### Культура
В наиболее ранних поселениях Ишувы видны следы культурных контактов с городом Тель-Брак к югу от неё, который, однако, относился к иной культуре. Сельское хозяйство возникло рано благодаря благоприятным климатическим условиям. Ишува находилась на внешней окраине раннемесопотамской культуры Урукского периода. Население Ищувы также обладали познаниями в металлургии, и уже в 4 тыс. до н. э. достигли уровня бронзового века. Медь первоначально сплавляли с мышьяком, затем с оловом. На северо-восточной окраине культура Ишува контактировала с Кавказом. В хеттский период в культуре Ишувы наблюдаются заметные параллели с культурами Центральной Анатолии и с хурритами, располагавшимися южнее. В монументальной архитектуре прослеживается влияние хеттов. В эпоху позднехеттского царства Камману видны влияния Фригии, Ассирии и Урарту. В эпоху скифских набегов на территории Ишувы появляются скифские захоронения.